# Epipleoneura westfalli
Epipleoneura westfalli är en trollsländeart som beskrevs av Machado 1986. Epipleoneura westfalli ingår i släktet Epipleoneura och familjen Protoneuridae. Inga underarter finns listade i Catalogue of Life.